# Chris Caffery

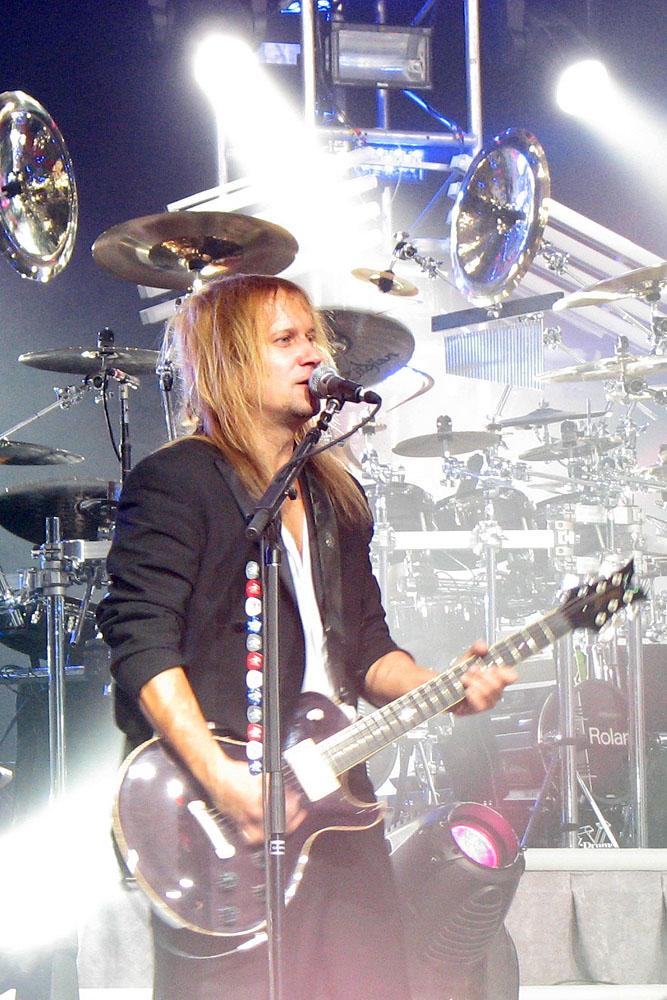
Chris Caffery (2007)

Christopher „Chris“ Caffery (* 9. September 1967 in Suffern, New York) ist ein Rock- bzw. Metal-Gitarrist, der für seine Arbeit als Mitglied von Savatage und dem Trans-Siberian Orchestra bekannt ist. Seit 2004 hat er drei Solo-Alben veröffentlicht.

## Biografie

### Anfänge

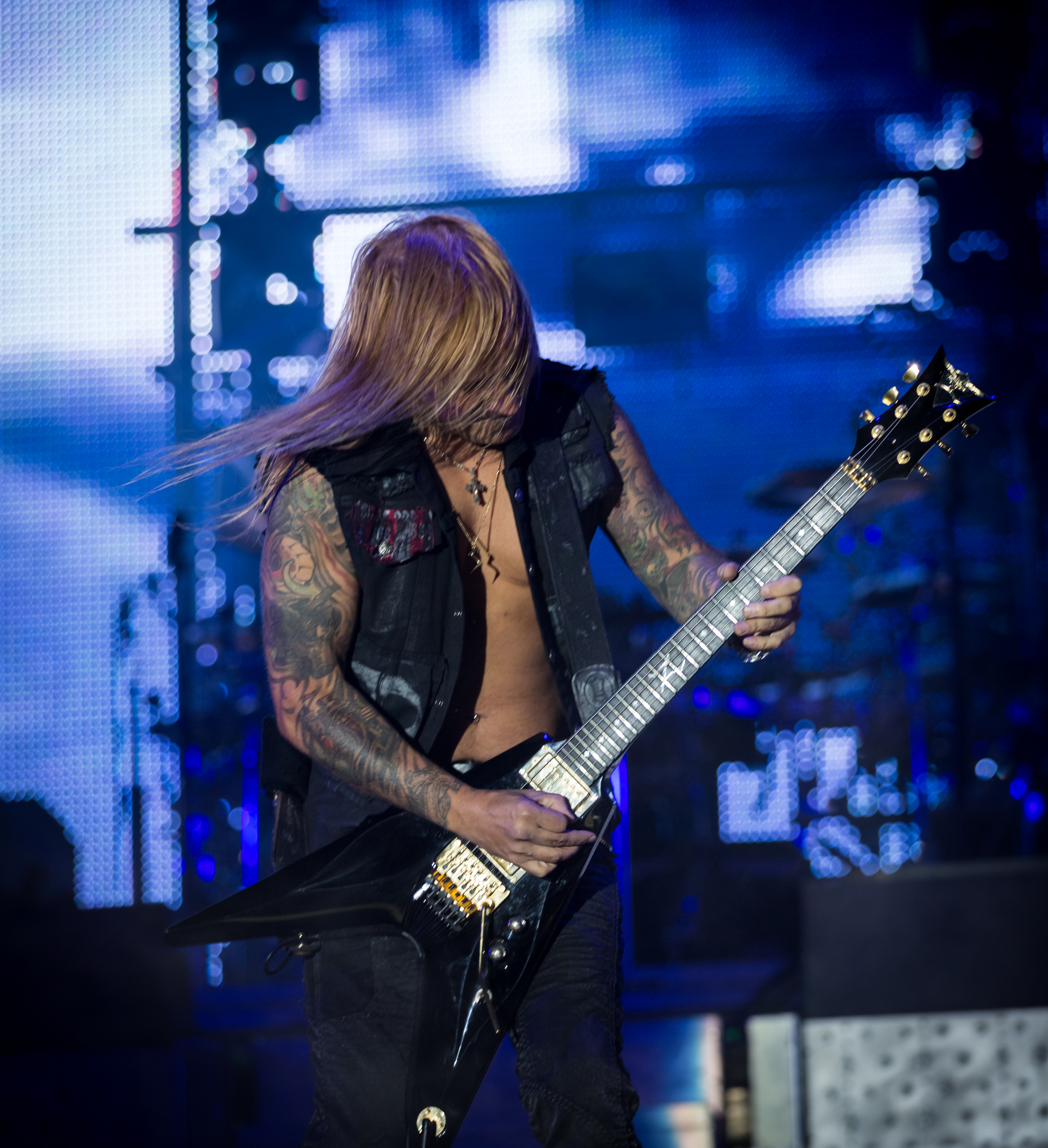
Chris Caffery 2015 mit Savatage auf dem Wacken Open Air

Caffery begann im Alter von elf Jahren mit dem Gitarrespielen. Als erste Erinnerung gibt er jedoch einen Auftritt im Kindergarten an, wo er den Beatles-Song „Help!“ aufführte. Seine Lieblingsband waren unter anderem The Beatles, KISS, Black Sabbath, Judas Priest und Rush. Ihn beeinflussten außerdem Gitarristen wie Ted Nugent, Rik Emmett, Ace Frehley, Randy Rhoads und Michael Schenker.
Nach nur 13 Monaten war er vom Gitarrenunterricht so gelangweilt, dass er sich entschied, das Gitarrespiel im Selbststudium zu lernen. In der Mittelschule war er Mitglied einer Band namens Blitzkreig, mit der er einige Konzerte gab. Das erste Konzert gab er im Alter von 13 Jahren in einer Bar in Ridgewood, New Jersey. Im Alter von 14 Jahren gründete er mit seinem Bruder eine Band namens Anti. Caffery schloss mit 16 Jahren die Highschool ab und wurde direkt professioneller Musiker. Tagsüber unterrichtete er Schüler und abends gab er Konzerte.
Mit 14 Jahren nahm er sein erstes Demotape auf; mit 17 sein zweites, welches ihn zu seinem ersten überregionalen Auftritt verhalf. Als Caffery in New York City in einem Club am Times Square saß, traf er Allen Fryar, den Sänger einer Band namens Heaven. Diese suchten einen Gitarristen und Caffery gab ihm sein Demotape. Eine Woche später rief Fryar Caffery an und sagte, dass die Band auch einen Schlagzeuger suchte. So traten Caffery und sein Bruder Phil der Band bei. Die Band wurde von David Krebs und Paul O’Neill gemanagt, mit denen Caffery in seiner Karriere lange Zeit eng verbunden sein sollte.

### Erstes Mal bei Savatage (1988–1990)

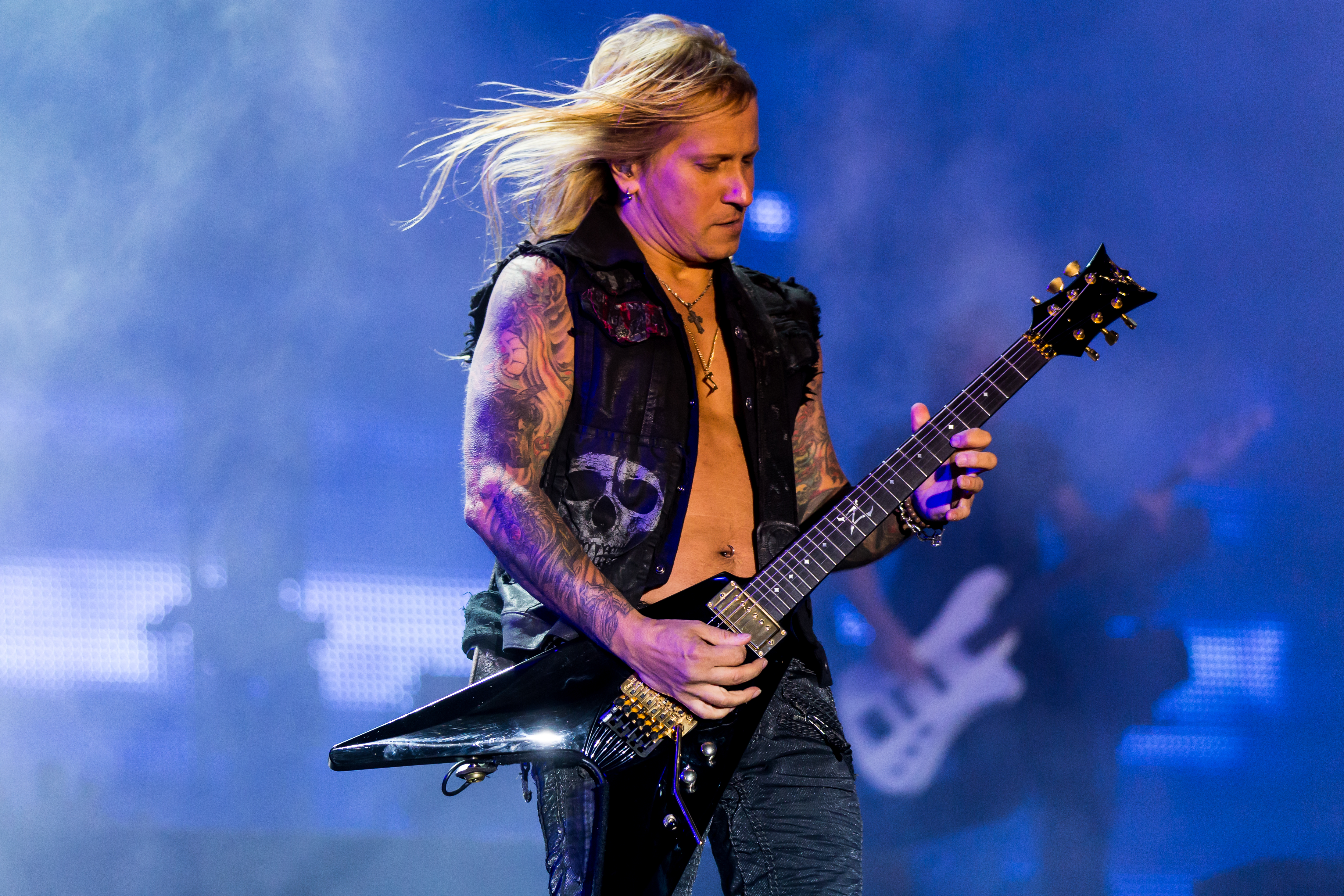
Chris Caffery 2015 mit Savatage auf dem Wacken Open Air

Paul O’Neil wurde später durch einen Mitarbeiter von Atlantic Records den Oliva-Brüdern Jon und Criss von Savatage vorgestellt. O’Neil verließ daraufhin Heaven, um mit Savatage zu arbeiten. Caffery wurde dann von O’Neil nach New York eingeladen, wo Savatage eine CD aufnahmen. Dort lernte er Criss Oliva und die Band kennen. Caffery erfuhr, dass Savatage einen zweiten Gitarristen benötigten. Er lernte alle Lieder für die Savatage-Tour mit Dio und Megadeth im Jahr 1987/88. Savatage wählten jedoch einen anderen Gitarristen. Caffery war sehr aufgebracht darüber und er verzog sich in das Publikum. Er bekam jedoch noch die Möglichkeit aufzutreten. Er spielte zwei Songs, bevor die Band stoppte und ihn vom Fleck weg engagierte. Die Band ging auf Tour, Caffery wurde jedoch an der Seite der Bühne, vom Publikum uneinsehbar platziert. Er war erst 20 Jahre alt, als er in großen Arenen spielte. Nach der Tour verließ er Savatage wieder.
Caffery wechselte in dieser Zeit zwischen verschiedenen Bands hin und her, bis er erneut mit den Oliva-Brüdern in Kontakt kam. Sie fragten ihn, ob er der Band beitreten wolle, kurz nachdem das Album Gutter Ballet fertiggestellt wurde. Froh darüber, nahm er an und ging mit der Band auf Tour.

### Auf neuen Wegen
Von seinem Bruder Phil unter Druck gesetzt, der einen Sänger für seine Band suchte, verließ Caffery erneut Savatage am Ende der Tour. Mit seinem Bruder als Schlagzeuger, Hal Patino von King Diamond als Bassist und Dough Kistner als Keyboarder gründeten sie Whichdoctor. Die Band spielte zahlreiche Konzerte in Europa, löste sich jedoch später wieder auf.

### Rückkehr zu Savatage
Caffery wurde erneut von Savatage kontaktiert, um auf der Tour zu Streets – A Rock Opera zu spielen, dies kam jedoch aus diversen Gründen nicht zustande. Caffery erfuhr später, dass Jon Oliva Savatage verlassen hat. Er rief Oliva an, der ihn auch nach Florida einlud und nach „10 Flaschen Jack Daniel’s“ war ihr Projekt Doctor Butcher geboren.
Zachary Stevens ersetzte Jon Oliva bei Savatage, der jedoch weiterhin mit seinem Bruder Criss an Alben zusammenarbeitete. Caffery wurde wiederum gefragt, ob er Savatage wieder beitreten wolle, er lehnte dies aber aus Loyalität zu Jon Oliva und Doctor Butcher ab. Es wurden einige Demos aufgenommen. Atlantic Records musste sich nach einiger negativer Nachrichten über Jon Olivas Gesundheitszustand zwischen Doctor Butcher und Savatage entscheiden. Die Plattenfirma entschied sich für Savatage. Caffery war entmutigt und widmete sich der Arbeit mit Ray Gillen von Badlands, einem guten Freund Cafferys. Gillen starb jedoch kurze Zeit nachdem das Projekt begann.
Am 17. Oktober 1993 wurde Criss Oliva bei einem Autounfall getötet. Der Fahrer des Unfallautos war stark alkoholisiert. Caffery wurde zum vierten Mal gefragt, ob er Savatage beitreten wolle, Atlantic Records schlug stattdessen jedoch Alex Skolnick vor.
Caffery sollte später mit Skolnick an der TSO East Touring Company zusammenarbeiten. Doctor Butcher wurde in Europa unter Vertrag genommen und ihr Debütalbum im Jahr 1994 aufgenommen. Jon Oliva verließ die Band, um mit Savatage Handful of Rain live zu präsentieren. Caffery, der diesmal eine permanente Basis zur Zusammenarbeit mit Savatage sah, entschied sich, seinem Freund und Lehrer Criss Oliva im geistigen Sinne Respekt zu zollen. Jon nahm das Angebot an und zusammen mit Al Pitrelli, einem früheren Freund aus New York, traten sie der Band bei. Es kam zu einer stetigen Zusammenarbeit für fast sechs Jahre. Sie nahmen 1996 Dead Winter Dead und 1998 The Wake of Magellan auf.
Während dieser Zeit nahm Caffery Musik mit Joe Lynn Turner und TM Stevens auf. Er nahm auch für die deutsche Band Metalium Musik auf und produzierte diese. 1999 war er kurzzeitig Mitglied der Band, verließ sie jedoch nach einem Album und der nachfolgenden Tour wieder. Caffery war auf Tributealben für Guns N’ Roses, Accept und Iron Maiden vertreten. Der Iron-Maiden-Tributesong wurde mit Savatage-Schlagzeuger Jeff Plate und seinem „Langzeit- und neuerdings wiedergewonnenen Freund“ und TSO-Mitglied John West, aufgenommen. Die Aktivitäten bei Savatage wurden wegen des enormen Erfolges von TSO in der Aufnahmephase des The Wake of Magellan-Nachfolgers etwas gedrosselt.
Al Pitrelli verließ Savatage im Jahr 2000, um Marty Friedman bei Megadeth zu ersetzen. Kurz darauf verließ auch Zak Stevens aufgrund familiärer Probleme die Band. Caffery war der einzig verbliebene Gitarrist und Jon Oliva übernahm seit zehn Jahren erstmals wieder den Gesang. Zusammen mit Jack Frost, der ihn ironischerweise bei Metalium ersetzte, spielten sie eine kurze Tour mit Fates Warning und Judas Priest, um ihr 2001er Album Poets and Madmen zu promoten. Nachdem Megadeth sich 2002 zwischenzeitlich auflösten, trat Al Pitrelli der Band wieder bei.
Seit Savatages letzter CD hat Caffery an verschiedenen Alben ehemaliger Savatage-Mitglieder mitgearbeitet. So zum Beispiel bei Zak Stevens’ Circle II Circle und Jon Oliva’s Pain. Caffery selbst hat 2004 und 2005 Solo-EPs und Alben veröffentlicht und 2007 das Album Pins and Needles. 2015 war er erneut ein Teil von Savatage bei deren Reunion.

## Diskographie

### Mit Savatage
- 1989 – Gutter Ballet (im Booklet erwähnt, aber eigentlich auf dem Album nicht gespielt)
- 1995 – Dead Winter Dead
- 1997 – The Wake of Magellan
- 2001 – Poets and Madmen

### Mit Doctor Butcher
- 1994 – Doctor Butcher (Neuauflage 2005)

### Mit Trans-Siberian Orchestra
- 1996 – Christmas Eve and Other Stories
- 1998 – The Christmas Attic
- 2000 – Beethoven's Last Night
- 2004 – The Lost Christmas Eve

### Mit Metalium
- 1999 – Millennium Metal

### Als Solokünstler
- 2004 – The Mold EP
- 2004 – Music Man EP
- 2004 – Faces/God Damn War
- 2005 – W.A.R.P.E.D.
- 2007 – Pins and Needles
- 2009 – House of Insanity
- 2018 – Jester's Court

### Als Gastmusiker
- 2002 – Doro – Fight (In den Liedern Salvaje and Descent) und 2016 Strong and Proud: 30 Years of Rock and Metal (in dem Lied Egypt (The Chains are On))
- 2003 – Circle II Circle – Watching in Silence (featured on the tracks Out of Reach, Sea of White and Face to Face)
- 2006 – Eidolon – The Parallel Otherworld (Gitarrensolo im Lied The Eternal Call)
- 2013 – Craving – At Dawn (Gitarrensolo im Lied Targaryen Wrath)
- 2024 – Empiric – The Seven Laws (Gitarrensolo im Lied Step into the Unknown)